# Deux de la Vague
Deux de la Vague, trasmesso in Italia anche come I due della Nouvelle Vague, è un film documentario del 2009 scritto e narrato dall'ex direttore dei Cahiers du cinéma Antoine de Baecque sull'amicizia tra François Truffaut e Jean-Luc Godard.

## Distribuzione
Il film è stato presentato in anteprima il 21 maggio 2009 al 62º Festival di Cannes, in occasione del cinquantenario della presentazione a Cannes de I 400 colpi. È stato distribuito nelle sale cinematografiche francesi da Les Films du Paradoxe a partire dall'11 gennaio 2011.
In Italia, è stato distribuito direttamente in home video dall'Istituto Luce il 29 ottobre 2012 col suo titolo originale. È stato trasmesso poi da Rai 5 negli anni seguenti col titolo o sottotitolo de I due della Nouvelle Vague.